# 沪宁铁路
沪宁铁路由中国上海市通往江苏省省会南京市，東接滬杭鐵路，西接津浦鐵路、寧銅鐵路等:2353，由于南京曾是中华民国首都，因此该铁路在1928年至1949年曾被稱為「京滬鐵路」，現為京滬鐵路的一段:2353，称“京滬線滬寧段”。

## 概览
线路沿长江三角洲北缘向西延伸，自上海北站经上海站、南翔、昆山至苏州，开始沿运河北岸平行西伸，过无锡、常州、丹阳至镇江。跨越运河后，紧临长江南岸西行以达南京下关车站。全长311公里:2353。是上海通往北方各省之交通幹線:2353。

## 历史

### 筹划
早在1863和1866年，包括英国在内的三个国家就曾向李鴻章提出修建从上海到苏州的铁路，却遭到了拒绝。
中日甲午战争结束后，1895年7月19日，即《马关条约》签订后的第94天，光绪帝发出一道谕旨，宣称“当此创巨痛深之日，正我群臣卧薪尝胆之时”，并提出救亡图存的六项“力行实政”，修铁路被列为首项。1894年，洋务派的代表人物张之洞调任两江总督。同时兼任南洋通商大臣的他，两次向总理衙门建议修筑吴淞-上海-（南京）江宁的铁路（吴淞-上海即淞沪支线），并曾委派德国工程师分两头，从南京至苏州和吴淞至苏州对沪宁铁路进行勘测。他的建议得到了重视，清廷遂拨款以“先修淞沪，后筑沪宁”。1896年12月1日，清铁路总公司成立，盛宣怀任督办，筹办吴淞—上海—江宁铁路被列为优先建设的项目。
另一方面，英国早已控制了大部分长江航运权，自然也不会忽视这条铁路。1897年，乘德国侵占胶东半岛、比利时取得卢汉铁路的投资权。英国以“利益均沾”和最惠国待遇为由，强行要求修建沪宁路，处於弱势的清政府认为对英国“未便峻拒”，遂“准令”怡和洋行与盛宣怀在沪“就近商办”。1903年5月13日，盛宣怀与英方中英银公司（由怡和洋行和滙豐合资成立）代表碧利南正式签订《沪宁铁路借款合同》共25款。同年8月，开始复测线路。

#### 线路走向之争
1898年4月，清政府考虑到“淞沪铁路，将次竣工，商货往来，自比益行繁盛”，宣布在吴淞开埠。1903年6月，淞沪线也延长到了炮台湾。为了促进吴淞的经济发展，英方工程师和上海的绅商都曾设想线路从昆山出发后，经过太仓、浏河、宝山，最后在吴淞与淞沪铁路接轨。这种方案被称为“接淞”方案。与之相对的是从昆山经南翔到上海的“接沪”方案。两种线路方案成为了沪宁铁路规划时争议的一大焦点。
1903年10月，作为沪宁铁路总办的潘学祖制作了“接淞”方案的规划，并于15日呈交至总管理处和盛宣怀。11月11日，盛宣怀在致信魏光焘（兩江總督兼南洋通商大臣）和恩壽（江苏巡抚）时，认为吴淞与内陆地区必将“自渐繁盛”，“不在接轨之远近也”，对“接淞”持保留态度。魏光焘次日则回电道“如果差率不远，宜仍就吴淞接轨，于商埠大有裨益”。19日，沪宁铁路局总管理处讨论了铁路进入上海的方案，多数意见认为“接沪”方案“较为便利”。
1904年，“旅沪众商”向吴淞开埠工程总局请愿，提出“接淞”方案有更少的河流和较短的路程（其实不然）、能促进吴淞开埠、避免黄浦江的航运优势三项理由，要求沪宁铁路采用“接淞”方案。魏光焘得知情况后，认同了众商的意见，并在同年3月再次要求盛宣怀核查。与此同时，任职于工程购地总局的林贺峒（林则徐之孙）认为，铁路走南翔至上海使“运兵有阻”，并请两位沪宁铁路总办——沈敦和与朱宝奎——与怡和洋行商议。另一方面，刚成立的中英银公司认为昆山至吴淞段“路远地瘠、货客稀少”，而昆山至上海“经真如、南翔等富镇，工程亦近”。同时，中英银公司也表示债券已经发行，不便改变计划。
在“数日争执”后，沈敦和与朱宝奎在8月提出了折衷的办法：线路采用“接沪”方案，但总站改在吴淞设立，重要的货运设施也“悉置吴淞”，得到了盛宣怀的认可。9月10日，盛宣怀再次致函魏光焘（已调任閩浙總督）、外務部和端方（新任江苏巡抚）时表示，沪宁铁路以南京和吴淞为起讫点，“扼江海之要领”，使吴淞“自日兴盛”；而林贺峒关于军事的担忧也“尤属误会”，因为“接沪”方案的路线都在租界之外，“洋人无权干涉”。同日，外务部在回复中，转达了英國駐華公使的意见：英方认为债券已经发行，“此时万难更改”。9月13日，盛宣怀在回信中表示，沈、朱二人的折衷方案“比较权利，所收实多”。22日，外务部回信同意了此方案；端方虽大致同意，却在25日表达了路线靠近美租界和不利于吴淞发展的疑义。29日，新任两江总督李興銳致电盛，表示必须防止美方扩张租界、侵占铁路。10月底，端方致电李兴锐时表示，自己和魏光焘一直支持“接淞”方案，但还是以大局为重。
至此，线路采用“接沪”方案，但是吴淞只新建了机车修理厂和黄浦江码头；沪宁铁路总站，在后升任购地总局总办的林贺峒看来，“吴淞偏在海隅……其车站能容纳之？”，所以最后选定在上海总站（后改名上海北站）。不过在吴淞第二次开埠时，时任商埠督办张謇曾计划将总站移至吴淞。

### 借款
……
- 借款总额325万英镑，按九折实付；

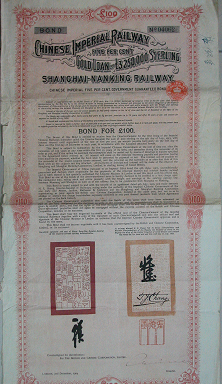
1904年发行的沪宁铁路债券

- 以全部路产及营业进款担保期限50年，25年后开始还本，每半年须按年息5厘付息1次（实际付息则按虚数）；
- 每年铁路营业的余利提取五分之一为英方所得；
- 筑路的材料由英方工程师认可，并按材料费5%付给英方酬劳；
- 第25款还规定“若有文字可疑之处，以英方为准”。——《沪宁铁路借款合同》部分条款，

根据合同，中方向中英银公司借款325万英镑，实际以发行债票方式，分两次共借款290万英镑。借款的过程也增大了中方的开支。
另外，发行债券的条款还允许贷款方通过抵押，全面控制铁路的建造和管理。这种特殊抵押方式被称为“以路作抵”，清朝期间建设的铁路（从卢汉铁路开始）大多都按照这种模式。当时朝野都缺乏现代经济学的知识，并没有认识到这种条款带来的问题，张之洞、盛宣怀等人也默认了这种方式。不利于中方的条款，加上中国有限的偿还能力，使实际建设中，抵押权无限扩大，外国势力也借此控制铁路，甚至干涉沿线地区的内政事务，实质上损害了中国的主权。

### 修建
1904年3月22日，沪宁铁路动工，1905年3月21日，开工典礼在上海举行。1906年，上海至苏州段率先通车。1908年6月全线工程竣工，11月22日全线正式通车。铁路长311公里:2353，從上海北站經江蘇省蘇州、無錫、常州、鎮江到南京西站:2353，沿途共设车站37个，既是中国最早的铁路干线之一，也是上海第一条连接外省市的铁路。全线均为单线，但上海-苏州区间的土方、桥涵预留了双线设计。沪宁铁路也是当时国内造价最昂贵的铁路线。
| 沪宁铁路详情（建成初期） | 沪宁铁路详情（建成初期）                               |
| 项目                     | 详情                                                   |
| ------------------------ | ------------------------------------------------------ |
| 长度                     | 311公里                                                |
| 车站数量                 | 37个                                                   |
| 主要车站                 | 上海、昆山、苏州、 无锡、常州、丹阳、 镇江、龙潭、南京 |
| 桥梁                     | 369座                                                  |
| 涵洞                     | 424个                                                  |
| 技术参数                 |                                                        |
| 轨距                     | 標準鐵軌                                               |
| 钢轨规格                 | 85磅每碼（42每） 36.525英尺（11.133）/根               |
| 钢轨来源                 | 英国                                                   |
| 最小曲线半径             | 200米                                                  |
| 限制坡度                 | 6.3‰                                                   |
| 桥梁动载等级             | 古柏氏E-50                                             |
| 枕木数量                 | 1400～1500根/公里                                      |
| 枕木来源                 | 澳洲产硬木                                             |
| 到发线长度               | 480-610米                                              |
| 两股道中心距离           | 3.8米                                                  |
| 月台面高度               | 68厘米                                                 |
| 建设成本                 |                                                        |
| 投资总额                 | 3396.5万银元                                           |
| 实用筑路费               | 2954.7万元 造价9万余元/公里                            |

### 建成初期

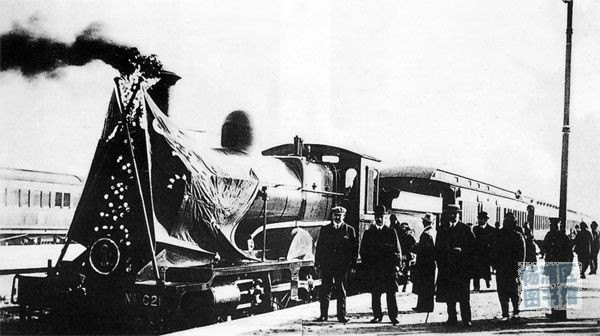
沪宁铁路的首列列车

國民政府完成北伐後，以南京市为首都，所以该线路於1928-1937年、1945-1949年间，曾被称为“京沪铁路”。铁路通车之初，沿线车站之间距离并不固定，最远有超过20公里的，各站交会车到发线也不足。从1910年到1930年间，沪宁铁路局陆续增加了一些车站，并在原先无交会股道的车站加铺交会车到发线。1912年1月1日上午10时，孙中山乘沪宁铁路专用花车起行离沪，到南京就任中华民国临时大总统。启程时，上海各界万余人在车站送行。经过7个小时的旅行，下午5时，车抵南京下关站。1927年，北伐军攻占南京，军阀孙传芳从下关车站过江，沿津浦铁路继续逃亡。
滬寧鐵路通車的同時也設立了“滬寧鐵路管理局”，即今中国铁路上海局集团有限公司的前身。該局名義上由華人主持局務，但管理實權仍在英国人手中，直到1929年後才由國民政府鐵道部逐步收回。
1933年，在南京来往長江两岸下關和浦口之间的火車輪渡开始通航，沪宁铁路与长江对岸的津浦铁路连接，自此乘坐火车来往上海和北平之间的旅客，可以留在车厢内，等待渡轮摆渡到长江的另一边后，继续剩下的路程。

### 抗战及内战时期

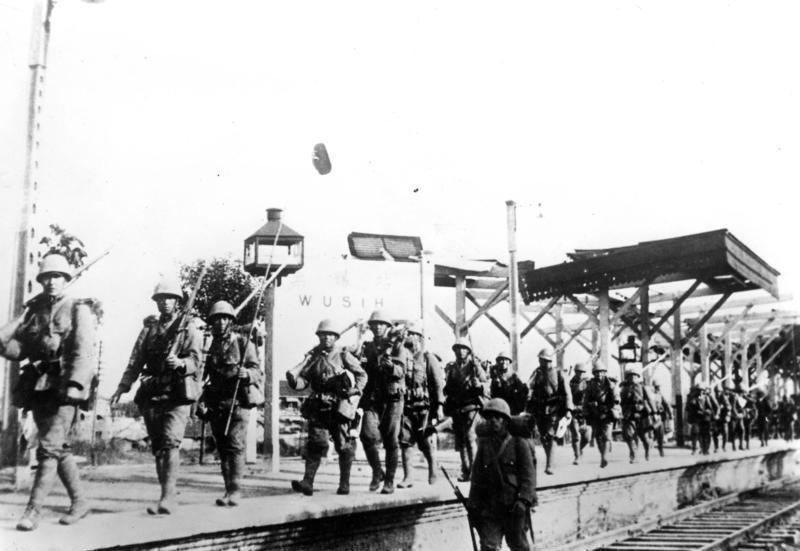
1937年12月26日，无锡站旧影，时日军正沿铁路向南京进军。

1935年，上海至南翔17.25公里铺成双线通车。
在淞沪会战的3个月中，因敌机猛烈轰炸，铁路设备屡遭破坏。铁路员工随炸随修，保证行车没有一天中断。在此期间，沪宁铁路上共开行军用列车1346列；参战的中方73个师中，有50个师5万吨辎重是通过沪宁铁路运送的。淞沪会战后期，为提供构筑工事的钢轨、枕木，沪宁铁路局突击拆除了上海至南翔近23公里、上海至松江30公里的铁路。
1937年11月16日，铁道部奉命拆毁镇江以东区间，同时要求沪宁、津浦、江南三条铁路车务处维持剩余铁路行车，到国军退出南京最后一日再撤退。至12月13日南京沦陷，沪宁线抢救出72台机车中的55台，而客货车辆除损坏外，均转移到浙赣线及津浦线，部分路料也抢运至浙赣线。
随后，滬寧鐵路被侵华日军占领，更名“海南线”，由華中鐵道运营。華中鐵道曾开行急行列车「天马号」和「飞龙号」，全程最快需时4小时。多座桥梁在战争中被日军炸毁，多数车站亦遭毁坏。1938年6月至1940年9月，地方抗日力量对江苏省境内线路和设施多次进行袭击。军统苏州站爆破组曾前后破坏本线17次，炸毁火车头十余个。1940年11月19日，军统苏州站和上海忠义救国军在唯亭站附近炸毁了“天马号”专列，车上日本高官、轴心国使节和汪精卫政府官员共175人死伤；此次袭击导致《日满华共同宣言》推迟了11天签署。华中铁道株式会社管理期间，线路按日本“国铁”技术标准进行改造，对全线的钢轨、枕木、路基、道床作部分整修，但由于技术标准低，路况未根本好转。
1945年日本投降后线路归由中华民国交通部管理。
1949年，随着内战末期解放军不断向南推进，中華民國國軍在撤退时炸毁了下关车站的站房，以及沿线无锡以东的8座桥梁，铁路运输中断。在第三野战军铁道工程团指挥下，沿线职工会同戚墅堰厂部分职工配合解放军的行动，组织抢险队抢修线路和设施，以恢复区段通车。军民之间的紧密配合使铁路在1949年5月15日在南京至南翔之间恢复通车。5月27日，解放军进占上海，沪宁铁路运输秩序渐渐恢复，两天后恢复客运；调度和信号设备也在几天后恢复。同年7月1日，中断了12年的上海至北平直达旅客列车恢复开行。

### 中华人民共和国时期

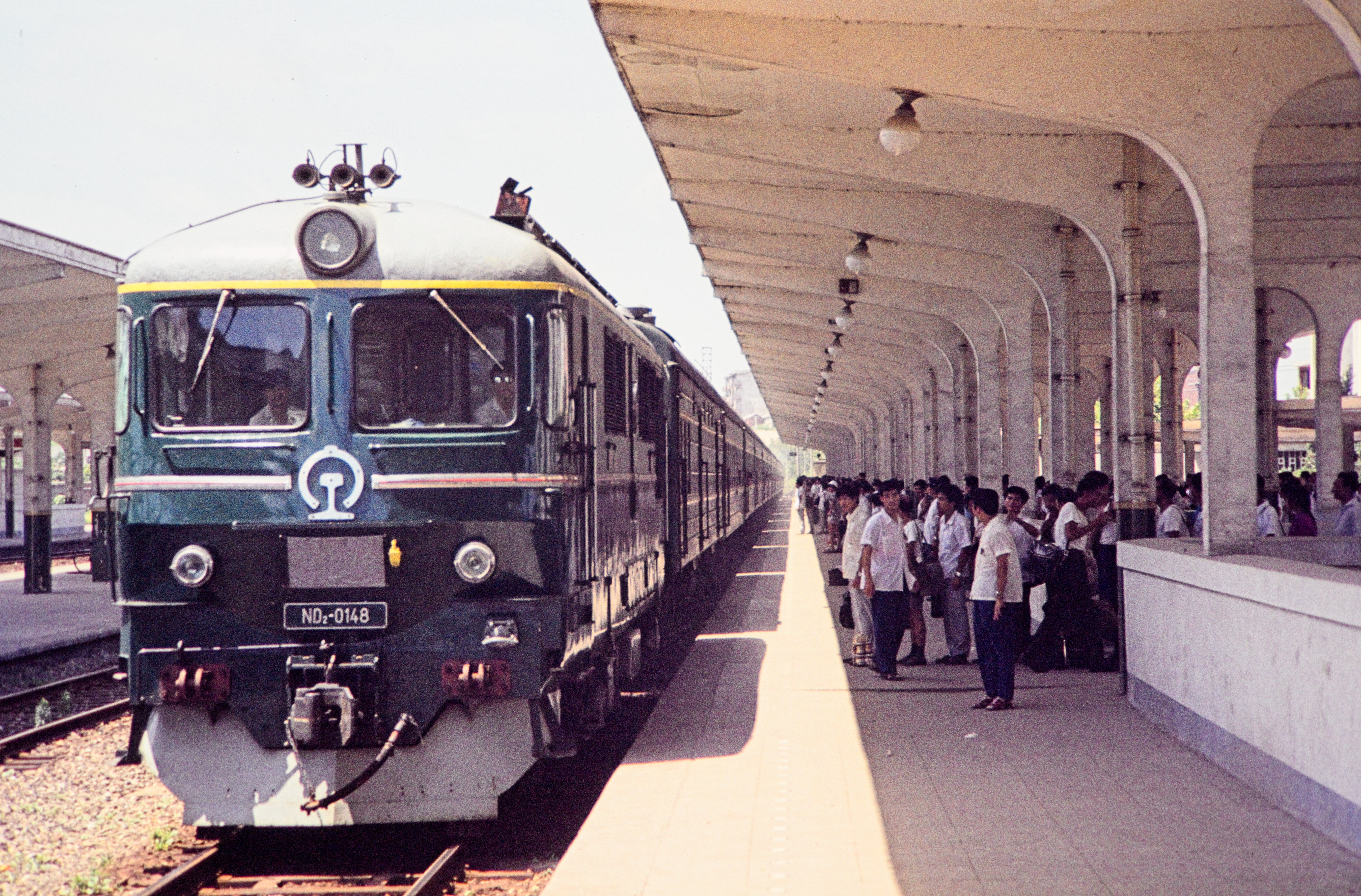
ND2牵引列车进镇江站（1982年）

中華人民共和國成立后，沪宁铁路多次进行设备现代化。第一个“五年计划”开展以后，随着运量的迅速增长，沪宁铁路相应地进行技术改造和大修更新，包括以重轨替换轻轨、采用混凝土枕木、更换新式道岔，后来又铺设了无缝铁路。期间，上海东站扩建为编组站，兼营货运业务；安亭站货场也被扩建，以配合上海安亭工业区建设。
1968年12月29日，南京长江大桥建成通车，津浦铁路和沪宁铁路接轨，列车过江不再需要火车轮渡，新南京站也同时启用，两线合称“京沪通道”（名义上并非完整的铁路线，也未重新编排里程）。
早在1958年，沪宁铁路的复线工程就启动了，但在三年困难时期停工。后由于长江大桥的通车，客货流量急剧增长，复线工程又再次复工并于1986年投入运营。
1970年，南新环线建成，沪杭线在南翔编组站与沪宁线接轨。
1995年，全线设车站46个，其中特等站3个、一等站10个、二等站2个、三等站9个、四等站21个、五等站1个。
1995年起，沪宁线开始进行提速改造和列车提速试验。1996年4月1日，在钢轨改造完成后，中国第一列快速旅客列车“先行号”在上海站首发，最高时速达140公里，上海至南京全程时间缩短到2小时48分；中国第一次在铁路既有线提速取得成功。1999年10月1日NZJ1型新曙光号內燃動車組在滬寧線的測試中，創下了時速194公里的最高運行速度記錄。2004年12月8日，T704次列车从上海站出发至南京站，耗时2小时17分钟。
2005-2006年，沪宁铁路建起了高架電纜，并于2006年7月20日开始运行电气化列车。同年，沪宁城际铁路也被纳入了规划。

### 合并为京沪铁路
2006年12月31日，铁道部宣布，自2007年1月1日起，將滬寧鐵路与原先的京山线（北京—山海关）北京-天津段、津浦线（天津-浦口）併入京滬線，改稱“京滬線滬寧段”，因此铁路运行图现已没有“沪宁线”此名称，不过许多百姓和传媒仍有说“沪宁线”、“沪宁铁路”的习惯。

### 沿革
- 1905年4月25日 在上海举行开工典礼
- 1905年11月15日 上海至南翔段铺轨通车[18]
- 1906年7月16日 上海至无锡段举行通车典礼[18]
- 1907年10月15日 真如站正式运营
- 1908年4月1日 上海北站至南京下关站全线铺通
- 1929年10月18日 改名为京沪线
- 1934年10月 上海北站至南翔间铺设双轨
- 1935年3月21日 上海北站至南翔间17.25公里双轨竣工通车
- 1937年8月 淞沪会战爆发时双轨拆除
- 1949年 线路名改回沪宁线
- 1950年8月1日 上海北站改称上海站
- 1958年9月12日 沪宁线双线工程开工
- 1968年9月30日 南京长江大桥建成通车，与津浦线直通运行
- 1976年6月24日 沪宁线双线工程通车
- 1984年9月20日 上海站新客站开工
- 1987年12月28日 上海站新客站投入运营
- 1989年1月1日 真如站改名为上海西站
- 1991年12月24日 黄渡立交桥建成通车
- 2007年1月1日 合并为京沪铁路

## 技术改造

### 正线改造
日军占领全线时，枕木质量差，正线失效枕木占20%以上，仅维持行车。1937年后，枕木逐渐改用美洲松木和杂木枕。在此期间，又有一些车站也增加了到发线。抗战胜利后，1945年9月至1947年，该路3次更换枕木共28.92万根；换钢轨2217根；换岔15294件，岔尖210副；补充道碴6.32万立方米，清理道碴3.67公里。50年代中期，枕木逐渐改为预应力钢筋混凝土轨枕，并使用弹性扣件。1981-1983年间，钢筋混凝土轨枕板在石塘湾至横林区段K133~K151.7处试铺。1986年上海新客站在建造中，15条股道采用了乳化沥青水泥砂浆固结道床轨枕板，成为当时国内第一个使用这种道床的车站。
沪宁线在运营初期使用8号、10号、12号钢轨组合道岔，结构陈旧，也日渐老化。为提高列车过岔速度，1958年开始，铁路部门开始试用中国自行设计制造的高锰钢整铸辙叉道岔，使过岔速度显著提高。1960-1961年，可动心辙叉道岔在唯亭站试铺，通行速度进一步提高。到2003年，苏州工务段内95.6％的道岔为锰钢道岔。
日占时期，华中铁道曾尝试在上海至南翔区间铺设长钢轨，但由于焊接技术不成熟，这些钢轨在1945年又被换下。50年代开始，路轨开始使用从苏、捷、波等国进口的新轨，以及国产43-50公斤/米钢轨。1957年，长钢轨无缝线路在上海地区试铺；1965年后又换铺250米长钢轨。新式的无缝轨道采用现场铝热焊接新工艺，后又采用250米轨全长中频淬火工艺，使无缝线路质量大为提高。至70年代末，钢轨全部更换为国产50公斤/米轨；随着双线工程的进行，钢轨从1984年开始升级为60公斤／米重型轨。至1990年，在K20～K162苏州工务段管区内，上行线132.8公里、下行线141.59公里为重型轨，其中123.75公里为无缝线路。1994年12月29日，沪宁下行线湾城至南翔间144公里无缝钢轨铺设完成。行车允许速度由1949年前平均75公里/小时提高到120公里/小时。2004年9月，沪宁线全线换上无缝线路。

### 复线化
沪宁铁路最早的双线铺建在上海—南翔之间，线路全长17.25公里，实际铺轨16.48公里。线路利用原有双线路基及桥梁基础略加修整铺设，于1934年10月动工，1935年3月21日竣工。5月1日，双线正式对外营业，使用自淞沪支线抽调的蒸汽动车组1列，每日往返各12次。第二线沿途设有太阳庙、中山路、真如、江桥、双井亭和南翔站；新增的乘降站均不设站屋，仅有木料搭成的长约12米的小月台；上海北站为第二线另辟售票处及出入口，在站场内北侧另设专用到发月台。由于信号系统及机车转头设备未能配套，第一线和第二线只能分别以长途和市郊列车线路各自行驶（即列车按照两条单线运营，而不是一组双线）。淞沪抗战爆发时，沪宁、沪杭两路局奉命将上海、南翔间铁路拆除约30公里，拆下的钢轨及枕木均用于支援中国部队，之后第二线一直未予修复。
1958年3月，双线工程进行初步勘测，当年9月至1959年4月双线路基土方工程基本完成，截至1960年末，先后完成三段高行车密度路段——苏州-浒墅关、高资-三山、尧化门-甘家巷的复线化。后因三年困難時期，1961年工程暂停，停工前共完成区段双线37.67公里。奔牛—吕城、镇江南—六摆渡、无锡—南门货站3个区段由于列车通过能力不足，至1971年也建成双线区段，连同已预留双线地基的龙潭—栖霞山区段，至1971年敷轨双线区段合计长86.3公里。
1968年10月1日，南京长江大桥通车，津浦铁路和沪宁铁路接轨。为了缓解急剧增长的运输需求，沪宁复线工程再次开工。1972年，上海铁路局勘测设计所重新设计复线工程，1973年由交通部批准。续建工程设计自K3~K277公里处，全长274公里，设计范围内已建双线53公里，实际铺轨约221公里。新建线路陆续于1972-1986年间竣工通车。1986年6月，在上海铁路枢纽规划确定后，沪宁铁路双线接轨至上海北站，随后沪宁铁路全线按双线运行图行车，线路限速120每小時（75英里每小時）。
双线建成交付运营后，上海铁路局又对既有一线进行改造，至1992年线路技术标准有明显提高。在上海至湾城区间，上下行两轨道中心线最小距离为4000毫米，而车站内正线、到发线、超限货物列车线或线间装有高柱信号机的区间，中心线距离则为5000毫米。双线续建工程中，在新建桥梁的同时，既有线路旧桥也进行了翻新。1988年，沪宁铁路在南京铁路枢纽内建成第三线，缓解了南京至南京东区段因高流量带来的通过压力。至1990年末，双线工程累计完成投资74880万元，内续建工程68642万元。

### 电气化

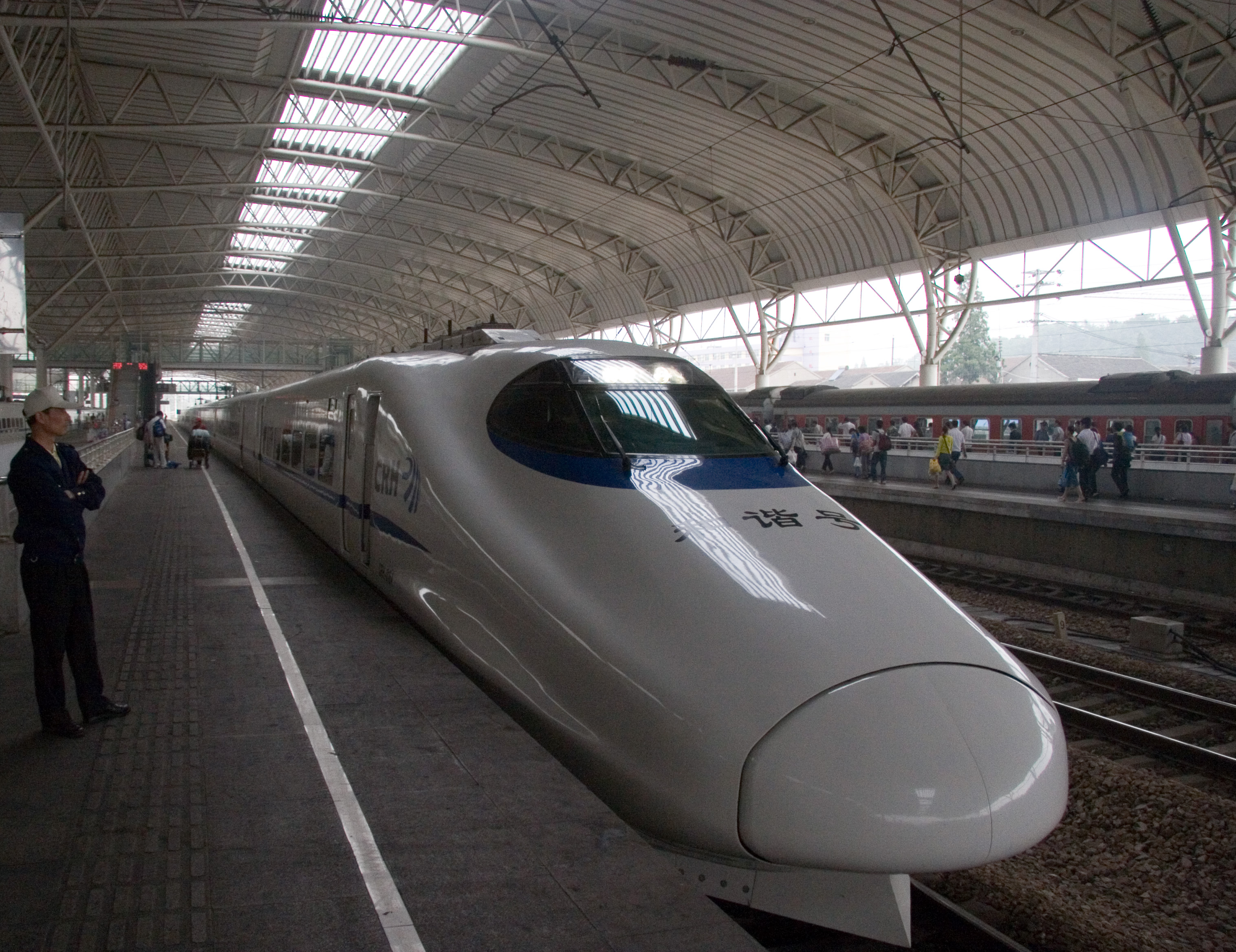
2007年6月，和谐号动车组停靠在南京站

京滬線滬寧段电气化改造在2005年7月1日开始，并在2006年7月1日完工并投入运营。2006年7月20日，沪宁线首列电力机车牵引的客车上线运行，列车为上海开往无锡的N504次，由韶山9型电力机车牵引。2007年4月18日，中国铁路第六次大提速，京沪线沪宁段上开行时速200公里以上的和谐号动车组，沪宁段部分区段（上海西—安亭）最高时速达到250公里，上海至南京全程时间缩短到2小时内。

## 运营
由于《沪宁铁路借款合同》中规定了“五分之一余利作酬劳费”，每年沪宁铁路总局都会照铁路成本价值总数的五分之一发行余利凭票，使运营方倍感压力，而债权公司则每年都能获得稳定的收入。
通车初期，因为临近长江流域和海岸，货运多选择成本较低的水路，使铁路营业清淡，仅客运业务较为发达。这样的运营情况带来了多年的亏损，运营不得不依靠政府拨款来维持。

### 客运
| 区间内客车对数 | 区间内客车对数                                                         |
| 时间           | 车次数量（每日）                                                       |
| -------------- | ---------------------------------------------------------------------- |
| 通车初期       | 7对，其中至南京3对， 至南翔2对，至常州、苏州各1对                      |
| 1910年         | 6对，其中至南京5对、常州1对， 每周六增南京至沪夜快车1列， 周日上海返回 |
| 1921年         | 7对                                                                    |
| 1935年         | 9对                                                                    |
| 日占时期       | 11对                                                                   |
| 1945年         | 7对                                                                    |
| 1949年11月     | 10对                                                                   |
| 1975年         | 16对                                                                   |
| 1980年         | 24对                                                                   |
| 1985年         | 36对                                                                   |
| 1990年         | 45对                                                                   |
| 1995年         | 50对                                                                   |

沪宁铁路的客流量多受到局势的影响；客流量，在抗战和内战期间都明显减少，而在局势稳定后又会回升；另外在文化大革命期间，由于全国大串连的兴起，包括沪宁铁路在内的多数铁路线都严重超员，直到大串联停息后才恢复正常。在一系列技术改造后，客流量也随之稳定增加。到2007年，沪宁线日开行客车87对，客运平均密度达到4862万。
| 沪宁铁路客流量 | 沪宁铁路客流量 | 沪宁铁路客流量 |
| 时间           | 时间           | 客流量（万人） |
| -------------- | -------------- | -------------- |
| 1904年 试运营  | 1904年 试运营  | 56.99          |
| 1905年         | 1905年         | 322.9          |
| 1912年         | 1912年         | 474.4          |
| 1923年         | 1923年         | 1083.7         |
| 1936年         | 1936年         | 1017           |
| 1941年         | 1941年         | 598            |
| 1945年         | 1945年         | 1050.1         |
| 1948年         | 1948年         | 1210           |
| 1949年         | 3月            | 366            |
| 1949年         | 4月            | 270            |
| 1953年         | 1953年         | 511            |
| 1960年         | 1960年         | 1713.1         |
| 1965年         | 1965年         | 1166.9         |
| 1970年         | 1970年         | 1493.7         |
| 1980年         | 1980年         | 2652.8         |
| 1985年         | 1985年         | 3729.4         |
| 1992年         | 1992年         | 3321.9         |

#### 京沪快车
在津浦铁路建成后，上海至北京的首列旅客快车在1913年12月1日开通，每周1对，1933年起增加到每日对开1列。旅客需要在南京下车，并换乘轮渡来往长江两岸，全程运行43小时48分。次年，南京火车轮渡通航，旅客可留在车厢内过江，运行时间缩短为36小时。1937年抗日战争爆发后，车次停运。1949年7月1日，京沪旅客快车恢复开行。1955年起，13/14次特别快车开行，运行时间31小时。1968年10月1日，南京长江大桥通车，京沪快车不再通过轮渡过江。1986年4月1日，改直达特别快车，运行时间缩短为16小时59分。

#### 沪宁短途列车

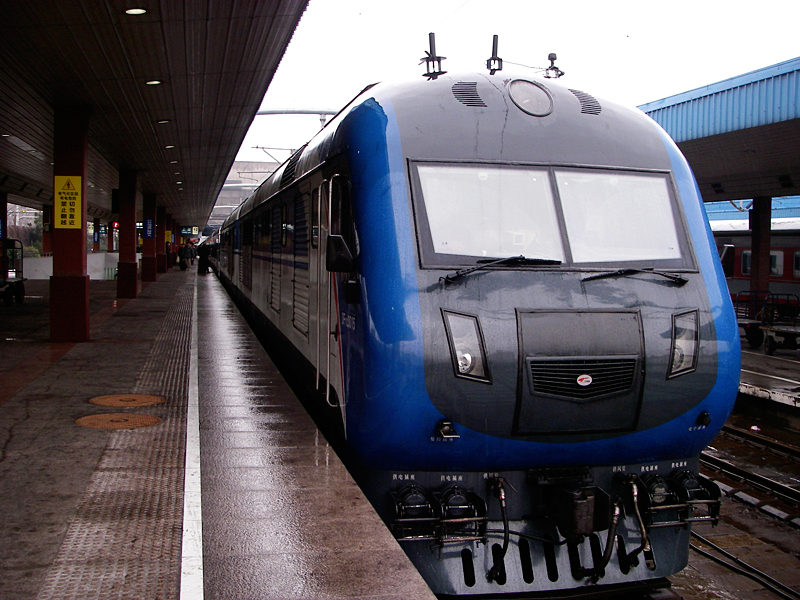
2007年3月，开往方向的T706次列车在上海站待发

1906年7月18日沪宁铁路沪锡段建成通车后，上海和无锡间每天开行两对客车，单程运行时间近4小时30分，席位分头等、二等、三等三个等级。1907年沪宁铁路全线通车后，上海和南京每日开行往返列车6对:675，全程需时10個小時。1908年每日开行沪宁快客3对、慢客1对、宁常慢客1对以及沪常慢客1对:313。
1918年沪宁间每日运行列车7.5对，其中特快1对、快车2对。至1929年，沪宁间每日运行列车增加至9对，同年10月增加锡沪区间车一对:675。1930年，沪宁间共开行9对短途列车，包括快车4对、慢车1对，沪锡、沪常、沪镇、宁锡区段车各1对:313。同年沪宁铁路局将数趟“蓝钢快车”投入服务，当时南京-上海全程需时5个半小时。1934年4月、1935年3月沪宁管理局特别开行上海至无锡的桃花专车、探梅专列，方便上海人至无锡游览。至日本侵略前夕，沪宁间开行13对客车:314。
沪宁间旅客运输由1937年8月至1938年日军进攻沪宁期间暂停，但1938年1月沪宁恢复通车后不再开行夜车直至1940年。日本占领期间，华中铁道将在海南线开行的2对急行列车命名为天马号和飞龙号，沪宁间运行时间5小时10分（昭和14年/1939年6月时刻表:262），最快仅需4个小时。1941年沪宁间开行客车8对、混合列车5对（沪宁2、沪苏1、宁镇1、宁常1）:314。1944年受到战争影响，沪宁间客运列车减班3对:676。
抗日战争结束后，沪宁间对开客车4对，之后增至6对，后又增加一对混合列车。1947年下半年，京沪沪杭甬铁路局在沪宁线上逢周末开行“凯旋号”、“太湖号”、“西湖号”等数对特快列车，全程需时6小时，同年12月11日增开一对沪镇慢车；1948年7月25日，铁路局在沪宁铁路上开行冷气飞快车“米许林号”，列车车厢耗资55万美元，由戚墅堰机厂制造。列车中途仅停靠无锡、镇江，全程运行时间5小时:676。该年沪宁间共运行列车20对:314。
沪宁线运输在国共内战后于1949年5月27日恢复:676。1950年代由于华东地区大量煤炭需经由沪宁铁路运输导致客运列车数目遭到限制，开行包括长途列车在内的旅客列车共11-12对。1958年2月26日，上海至南京开行特别快车，运行时间从5小时缩短至4小时。沪宁线复线化后运输能力继续提高，1978年沪锡区间增开始发列车1对:677。1984年铁道部试行短途列车公交化，分别开行3对沪苏、沪锡、沪常共9对列车。1989年8月30日沪宁线首开双层空调游1/2次列车:314。
随着铁路多次提速，同时也为沪宁高速公路的通车对铁路带来的影响做准备，1996年4月1日，“先行号”列车在上海和南京间开行，单程只需要2小时48分，比当时线上运行速度最快的游1、游2次特快列车还要快1小时11分。
1996年10月，沪宁高速公路通车，穿梭于沪宁间的旅客有了更多的选择，沪宁列车的客流量开始下滑。随后铁道部及上海铁路局不断对沪宁线列车进行提速。1999年10月，新曙光号在沪宁线商业运行。2002年起，既有沪宁铁路开始推广“城际列车”这一概念，开行了一系列短途车次，例如T701/6（南京往返杭州）、T711/4（南京往返宁波）、T708/5 T706/7（上海往返铜陵），以及上海往返南京的多趟列车。2003年6月起，部分城际列车改用庞巴迪车底运行；当年12月8日，上海铁路局增加了2对往返沪宁之间的特快列车T703/704、T705/706次；4趟列车的追踪时间为7分钟，平均速度为135公里/小时，单程用时2小时17分。2004年提速后，沪宁城际列车数量由8对增加至12对。至2006年末，沪宁间加上长途过路车每日共开行列车49对，其中快客36对，平均28分钟就有一趟车。而南京到上海直通的城际列车有12对。
2007年4月18日，全国实施第六次大提速后，已经更名的京沪铁路沪宁段第一次开行了30对动车组列车。列车时速达到200公里以上，部分区段最高时速达到250公里，使上海至南京仅需1小时58分钟到达，原有城际列车因此部分停运。在沪宁城际铁路开通运营后，这些车次逐渐被沪宁高速动车组列车取代。

### 事故
- 1953年10月23日 上海至南京204次旅客列车在昆山—正仪区间因钢轨断裂导致列车尾部3节车厢脱轨颠覆，造成旅客死亡11人，重伤5人，轻伤70人。3辆客车报废，中断行车8小时32分[18]。
- 1959年12月11日 6214次货车在浒墅关发生机车正面冲突事故，死亡1名，重伤1名，机车大破2台。货车和守车报废各1辆，中断行车30.05小时。
- 1960年12月30日 上海至南京232次旅客列车在戚墅堰—湾城区间发生重大火灾，死亡35人，重伤6人，轻伤25人。两节客车烧毁。

## 其他事件
- 1946年 一队社会贤达前往南京，向政府表达反对内战的意愿，却在路途中和到达下关车站后遭到伪装成难民的中统局特务不断骚扰、谩骂、殴打。此事与随后的闻一多被刺案导致国民政府遭到了朝野内外一致的谴责，使当局在内战中失去了舆论优势。
- 1966年11月10日 “上海工人革命造反总司令部”王洪文、潘国平在安亭站卧轨拦截列车，造成中断行车34.34小时。
- 1989年6月6日，上海光新路道口发生骚乱事件，一伙歹徒起哄闹事，围聚3万余人，纵火焚烧161次旅客列车，烧毁8辆硬卧列车及1辆邮政车，还殴打铁路公安干警和铁路职工，中断行车49小时[18]。

## 支线

### 宁省铁路
宁省铁路又名南京市铁路，是20世纪南京城内一条连接沪宁铁路和南京市区的铁路，1907年10月20日动工，1908年12月竣工。这条支线从下关江口到宁铜铁路的中华门站，連接滬寧鐵路、宁铜铁路、江边招商局轮船码头和南京市區，沟通了城南繁华市区。但由于铁路制约了市区的发展，此支线于1958年被拆除。

### 宁栖铁路
宁栖铁路，又名尧栖支线，全长8公里，是尧化门站至栖霞山北站的一个区间，原是沪宁线正线的一部分，在现时京沪铁路正线的北面，更靠近长江。1954年大水导致栖霞山站与龙潭站江岸塌陷，危及行车安全。为避免长江频繁的威胁，1956年经铁道部批准，避开长江岸边另建栖霞站至龙潭站的新线与沪宁线接通，原栖霞山站改称栖霞山北站，形成尧化门站到栖霞山北站支线。由于该支线原是正线的组成部分，故技术指标、设备均按正线标准。
宁栖支线的主要任务是办理南京炼油厂和江南水泥厂专用线的货运业务，每天有10对小运转取送作业，年度送货百万吨以上。此外南京炼油厂还租用铁路一列客车通过该线，经沪宁线到南京站作为职工上下班的交通工具。
1990年，南京城北铁路环线一期通车，线路从栖霞山北站引出，经过城北的工业园区，最后在兴卫村站接轨。

### 南京城北铁路环线
南京城北铁路环线是南京经济技术开发区内的一条货运铁路，主线由栖霞山北站至兴卫村站，中途连接南京城北工业区的各大企业；支线连接新生圩港。线路主线长16.9千米，支线长4.4千米，由南京市地方铁路总公司负责运营。线路于1988年10月开工，1990年底通车，后又在1995-1996年间建成了新生圩港支线。此线路的修建，分流了大量前往城北企业的货车，也提高了沪宁铁路的通过能力。

### 淞沪支线
淞沪支线在今天上海市宝山区境内。建路之初，自老上海站至吴淞炮台湾，全长16.09公里，兼办客运和货运。由于上海城市建设、公交、地铁系统的发展，江湾镇至上海站的市区段被拆除，其余路段继续发挥货运支线的功能。

### 南何支线
南何支线1958年7月1日开工，1959年1月27日营运。全线长15.353公里，是上海铁路枢纽北部的重要货运通道，沿线桃浦、北郊、何家湾各站接有通往宝山钢铁总厂、上钢一厂、上钢五厂等钢铁企业。

### 苏嘉铁路
苏嘉铁路曾连接江苏省苏州市与浙江省嘉兴市，全长74.44千米，为标准轨单线铁路。该铁路于1935年动工兴建，1936年建成，使中国在华东的军队能避免与日军接触。1937年铁路被日军占领，1944年被日军拆除，以弥补日本钢铁需求的缺口。改革开放后，多段路基又被改造成公路。1980年代初，《铁道知识》刊文建议重修苏嘉铁路，但无定论。

## 建筑与文化遗产保护
| 名称               | 位置         | 保护级别           | 备注                   |
| ------------------ | ------------ | ------------------ | ---------------------- |
| 下关火车站         | 江苏省南京市 | 南京市文物保护单位 |                        |
| 沪宁铁路镇江站旧址 | 江苏省镇江市 | 镇江市文物保护单位 | （页面存档备份，存于） |
| 镇江西站工务段旧址 | 江苏省镇江市 | 镇江市优秀历史建筑 |                        |
| 宝盖山隧道         | 江苏省镇江市 | 镇江市优秀历史建筑 | （页面存档备份，存于） |
| 上海北火车站遗址   | 上海市静安区 | 静安区文物保护单位 |                        |

## 註解
1. ↑  “接淞”方案的路程为57公里
而“接沪”方案的路程为52公里[6]。
2. ↑  第一次在1904年，发行了225万英镑，按9扣实收数为202.5万英镑。
1907年第二次发行的沪宁铁路债券为65万英镑，按九五五扣，实收620,750英镑。
另外，1913年10月，又向中英银公司借款15万英镑，发行了购地债券。[5]
3. ↑  借款期限长达50年，债券若在未满25年之前取赎，则借款需加值归还，即每100英镑多还2.5英镑。
汇丰银行经理还本付息业务，按每1,000英镑收取25英镑行佣。发行三次债券共收款2,783,750英镑，但是这几笔借款的本金、利息、行佣却共计8,654,580英镑。[5]
4. ↑  1904年大清沪宁铁路债券的部分条款：[5]
……
  - 利息和本金由中国政府直接担保；
  - 将已建成的淞沪铁路作为头次抵押，连同本约所指的将造铁路所用的已购和拟购各地基、原材料、机车车辆、房屋各项产业及日后建成的铁路本身和该路各项收入也一律作为抵押；
  - 如果照约过期未付债券每半年的利息或到期本金仍然没有偿还，所有铁路和在此抵押给持券人所受托的中英银公司的全路产业将依照通例都转交给银公司管理，以切实保护持票人的正当利益；

……
5. ↑  另说桥梁有309座，其中铁桥264座，计长6139英尺（约1871.2米）；石桥45座，计长352英尺（约107.29米）[4]。
6. ↑  另说每英里敷垫2060根（约每公里1280根），车站侧线每英里敷垫1760根（约每公里1094根）[4]。
7. ↑  包括上海北站、昆山、苏州、常州、丹阳、新丰、下蜀、尧化门等车站[4]。
8. ↑  彼时，由于上海铁路枢纽规划未确定，工程从K13公里处开始动工。
9. ↑  1972年，南翔—天福庵计长25.9公里，
1973年天福庵—K81线路所、五牧—石塘湾、吕城—青阳、龙潭—高资4个区段计长85.3公里，
1974年K81线路所—官渎里、K109—无锡南门、五牧—常州东、新岗—奔牛、六摆渡—高资以及龙潭站场等区段计长54.6公里，
1975年浒墅关—K109、黄巷—石塘湾、常州东—新岗、三山—新丰等区段计长29.4公里，
1976年上半年无锡—黄巷、官渎里—苏州等区段计长10公里竣工通车。
1976年6月24日，南京—南翔编组站复线竣工。
1982年5月，沪宁线K3至真如第二线竣工，
1983年1月与原建真南第二线联轨至翔东线路所。
1986年6月，双线接轨至上海新客站[4]。
10. ↑  包括沪平1对、沪宁6对、沪锡2对、沪常1对、沪镇1对、宁锡1对、宁杭1对
11. ↑  与同一条轨道上前一趟列车的出发时刻的间隔时间。后一趟列车必须等待这一段时间才能发车，以保证两车之间的安全距离。
12. ↑  标准为：[32]
  - 曲线半径不小于1200米，
  - 坡度不大于4‰，
  - 轨型50公斤/米(现已改为60公斤/米再生轨)，
  - 4座钢木桥梁66延米，
  - 6座涵渠90延米，
  - 枕木由1700根/公里增加到1840根/公里；
  - 线路最大允许速度120公里/小时；
  - 闭塞由臂板信号改为南京东站的大站继电，
  - 线路等级为Ⅰ级支线。